# Хомер Сити (Пенсилванија)
Хомер Сити (енгл. Homer City) град је у америчкој савезној држави Пенсилванија.

## Демографија
По попису из 2010. године број становника је 1.707, што је 137 (-7,4%) становника мање него 2000. године.
| Група             | 2000.         | 2010.         |
| Белци             | 1.827 (99,1%) | 1.673 (98,0%) |
| Афроамериканци    | 4 (0,2%)      | 6 (0,4%)      |
| Азијати           | 1 (0,1%)      | 3 (0,2%)      |
| Хиспаноамериканци | 6 (0,3%)      | 5 (0,3%)      |
| Укупно            | 1.844         | 1.707         |